# Crusnik
Crusnik también conocido como Kresnik es una especie de vampiro artificial que aparece en el manga y anime Trinity Blood, basadas en las novelas del autor Yoshida Sunao y realizada por los Estudios Gonzo. Son criaturas con un poder devastador que se caracterizan por alimentarse de la sangre de otros vampiros.
Los Crusnik, basados en Kresnik de la mitología eslava, poseen en sus cuerpos numerosas nanomáquinas que les conceden gran fuerza y habilidad para regenerarse. Se les considera superiores a los vampiros normales debido a su esperanza de vida es mayor que la de éstos, y a su inmenso poder destructivo, con el cual pueden asolar una ciudad entera en instantes y son casi invencibles.

## Historia
Cuando la población de la Tierra se hizo demasiado grande, los humanos decidieron colonizar otros planetas. Así nació el proyecto para la colonización de Marte, para el cual se crearon a cuatro humanos artificiales o niños probeta: Lilith Sahl, Caín, Abel y Seth Nightroad. Estos fueron genéticamente modificados, obteniendo así fuerza, resistencia, velocidad, inteligencia y longevidad mayores a las de un ser humano común. Ellos fueron inyectados con las nanomáquinas Crusnik que se encontraron en Marte, debido a que sus cuerpos eran los únicos capaces de sobrevivir al procedimiento. 
Las circunstancias exactas detrás de las infusiones de Seth, Abel y Lilith se desconocen, mientras que la inoculación de Caín fue hecho por Seth para salvar su vida después de un accidente fatal.

## Características
Los Crusniks poseen atributos únicos que los diferencian de los Matusalenes. Por ejemplo, tanto Abel como Caín y Lilith poseen alas (de plumaje negro y blanco respectivamente mientras que Lilith poseía un plumaje azul con patrones rojos) con las que pueden volar con bastante facilidad en su forma Crusnik y Seth posee un par de élitros verdes de mariposa.
La característica más significativa es la de beber sangre de otros vampiros para poder mantener el control de sí mismos y evitar que su fuerza disminuya. Otra particularidad es que pueden atraer la sangre sin necesidad de usar sus colmillos; un ejemplo es Abel, que en el manga atrae la sangre a sus pies y la absorbe a través de las plumas de sus alas (en las novelas genera una boca en cada palma desde las cuales se alimenta). Los Crusniks pueden solidificar su sangre para transformarlas en armas: Caín obtiene una lanza, Abel consigue una guadaña y Seth recibe dos espadas con formas de diapasones. Se desconoce el arma que Lilith adquiriría debido a que no se ha visto su forma Crusnik.
Debido a las nanomáquinas implantadas en su cuerpo, poseen una longevidad superior a los vampiros comunes (mientras que el promedio de vida de un matusalen es de trescientos años, los crusnik tras un milenio apenas han envejecido algunos años), teniendo también tolerancia al fuego u otro tipo de calor debido a su increíble resistencia. Pueden cambiar de su forma humana a su forma vampírica instantáneamente, aunque esto compromete sus reservas de sangre. Si un Crusnik pasa mucho tiempo sin beber sangre y pierde el control, puede llegar a vaporizar una ciudad entera utilizando sólo la mitad de su poder convirtiéndose en una amenaza.
A diferencia de los vampiros comunes, ellos no poseen puntos débiles como lo son los objetos hechos de plata, que suelen dejar gravemente herido a un vampiro común pero a ellos no les hacen daño. Otra diferencia es que no les ocurre nada al enfrentarse a la luz del sol.

## Los cuatro Crusnik
Los nombres de los cuatro Crusnik fueron basados en la Biblia; los cuales son Abel, Caín, Seth y Lilith. Se dice que una batalla entre Crusnik traerá el último y definitivo apocalipsis.
- Caín Knightlord/Crusnik 01: El "hermano gemelo" de Abel, creado con el mismo ADN. Es el líder de la organización terrorista Rosenkreuz y su fundador. Tras morir en un accidente en el Proyecto "Marte Rojo", fue salvado gracias a la instalación de las nanomáquinas Crusnik en su cuerpo. No hay datos sobre las razones que lo llevaron a implantarle estas nanomáquinas a los demás. Fue dado por muerto hacia el final del Armagedon cuando Abel y Seth lo arrojaron desde el espacio contra la atmósfera,sin embargo casi un milenio después aparecería comandando el Rosenkreuz nuevamente. Su aspecto crusnik es el de un ángel con dos pares de alas blancas y una lanza de sangre solidificada.

- Abel Nightroad/Crusnik 02: Trabaja para El Vaticano, bajo el mando de la cardenal Catherina Sforza, en el grupo conocido como la Agencia AX (Asuntos exteriores). Junto a sus hermanos Caín y Seth dirigió la guerra contra los seres humanos. Tras la muerte de Lilith, juró proteger a los seres humanos y no volver a provocar ninguna muerte. Su aspecto crusnik es el de un ángel caído, con un par de alas negras (aumenta la cantidad dependiendo del porcentaje de transformación), piel azulina, garras y colmillos y una guadaña de sangre solidificada.

- Seth Nightlord/Crusnik 03: La emperatriz del "Imperio de la humanidad verdadera". Reina de los matusalenes (vampiros). Suele disfrazarse de vendedora de té para salir sin ser descubierta. Su poder está basado en la manipulación de ondas sonoras ultrasónicas que ella llama "The Fire of Sound".[5] y que le permite convertir a sus víctimas en estatuas de sal. Su forma crusnik, es la de un hada de alas de mariposa con dos espadas cortas en forma de diapasón.

- Lilith Sahl/Crusnik 04. Fue la única defensora de los seres humanos tras la guerra entre terranos y matusalenes, enfrentándose a Caín, Abel y Seth. Por intentar convencer a Abel de pasarse a su bando defendiendo a los humanos, fue asesinada por Caín. Esto último provocó que Caín se ganara la enemistad de sus hermanos. Su forma crusnik era la de un ángel con tres pares de alas azules con motivos rojizos; se ignora el tipo de arma que podía solidificar.